# 冯贵珠
冯贵珠（Evangeline Frances "Eva" French，1869年-1960年7月8日）是一位英国内地会派往中国的女传教士。
1869年，冯贵珠出生在阿尔及利亚，是家中的长女，在瑞士日内瓦接受中学教育。1893年，她受内地会差遣，前往中国，在山西霍州传教。1900年夏天，义和团事变发生时，冯贵珠被迫逃离中国。1902年，她重返中国。1908年，她母亲去世之后，妹妹冯贵石也前来加入传教行列。
1923年，冯贵石、冯贵珠和盖群英（Alice Mildred Cable）3位女传教士离开山西霍州，以甘肃肃州（酒泉）为基地，开始对新疆的巡回布道，直到1950年代被迫离开。
1960年7月8日，冯贵珠在英国多塞特郡的Shaftesbury去世。

## 延伸阅读
- 内地会在华传教士列表